# Diocesi di Tabuda

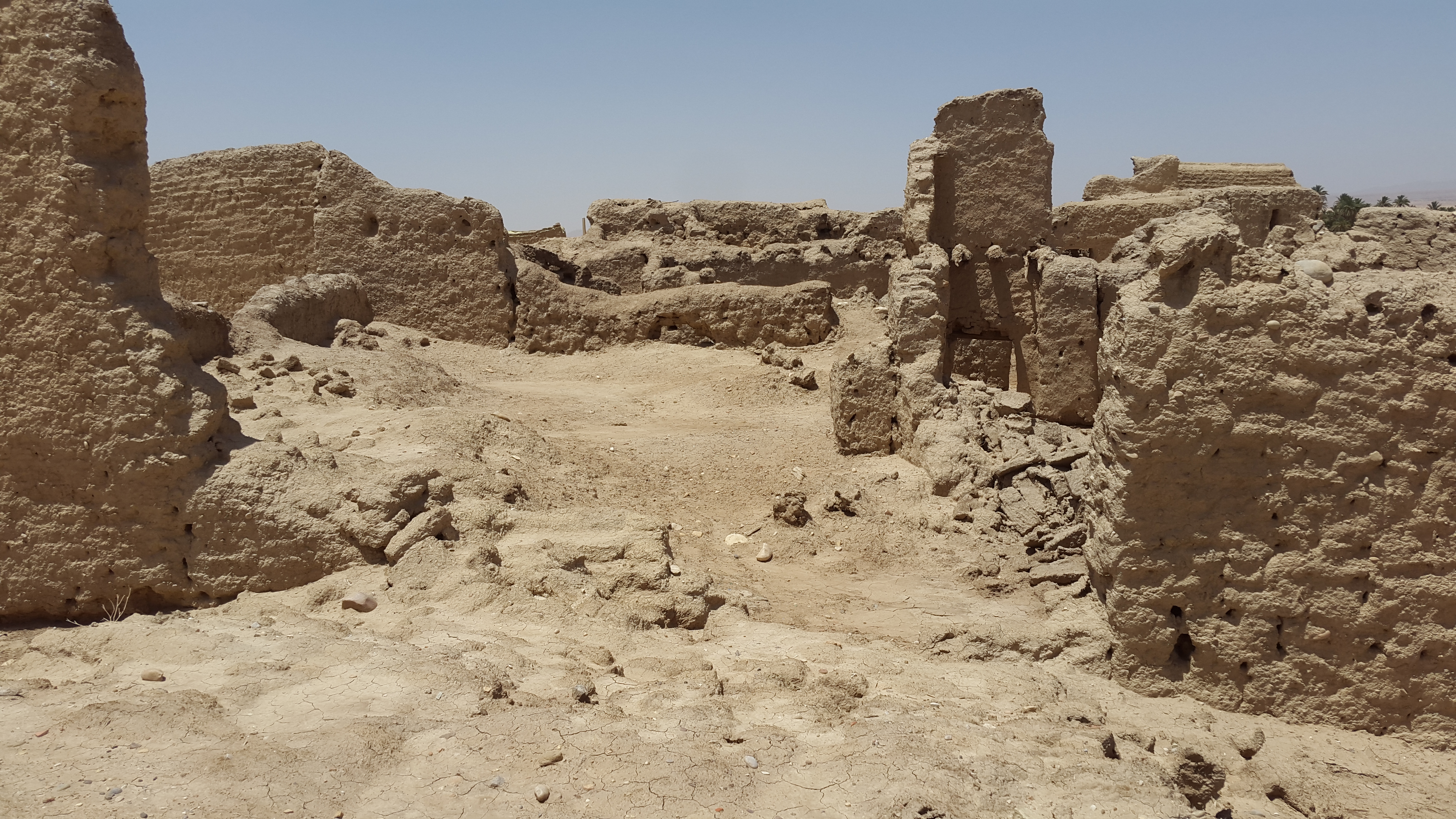
Rovine di Tabuda.

La diocesi di Tabuda (in latino Dioecesis Tabudensis) è una sede soppressa e sede titolare della Chiesa cattolica.

## Storia
Tabuda, identificabile con le rovine dell'oasi nei pressi di Sidi Okba nella provincia di Biskra in Algeria, è un'antica sede episcopale della provincia romana di Numidia.
Sono tre i vescovi documentati di questa diocesi. Alla conferenza di Cartagine del 411, che vide riuniti assieme i vescovi cattolici e donatisti dell'Africa romana, presero parte il cattolico Vittorino e il donatista Arguto.
Terzo vescovo noto di questa diocesi è Fluminio, il cui nome appare al 42º posto nella lista dei vescovi della Numidia convocati a Cartagine dal re vandalo Unerico nel 484; Fluminio, come tutti gli altri vescovi cattolici africani, fu condannato all'esilio.
Dal 1933 Tabuda è annoverata tra le sedi vescovili titolari della Chiesa cattolica; dal 27 febbraio 2020 il vescovo titolare è Elias Richard G. Lorenzo, O.S.B., vescovo ausiliare di Newark.

## Cronotassi

### Vescovi residenti
- Vittorino † (menzionato nel 411)
  - Arguto † (menzionato nel 411) (vescovo donatista)
- Fluminio † (menzionato nel 484)

### Vescovi titolari
- Laurent Tétrault, M.Afr. † (13 novembre 1947 - 14 marzo 1951 deceduto)
  - Teodor Bensch † (26 aprile 1951 - 1952 dimesso) (vescovo eletto)[3]
- Antonio Añoveros Ataún † (25 agosto 1952 - 2 aprile 1964 succeduto vescovo di Cadice e Ceuta)
- James Louis Flaherty † (8 agosto 1966 - 9 agosto 1975 deceduto)
- Giovanni Innocenzo Martinelli, O.F.M. † (3 maggio 1985 - 30 dicembre 2019 deceduto)
- Elias Richard G. Lorenzo, O.S.B., dal 27 febbraio 2020